# Asiaticognathidae
Los pterosaurios Asiaticognathidae son un grupo perteneciente al clado de formas basales Anurognathidae.
El paleontólogo Alexander Kellner señaló en el siglo XX en su análisis cladístico algunas especies asiáticas en Anurognathidae, siempre como un clado incrustado dentro de esta familia. Por lo tanto, lo nombró en 2003 como Asiaticognathidae. El nombre se refiere al continente de Asia en conexión con el sufijo griego gnathos, "mandíbula", ya que es usado con frecuencia por varios pterosaurios como Dorygnathus y asimismo, como una referencia a la familia Anurognathidae. El nuevo clado quedó definido de la siguiente forma: es el grupo formado por el último ancestro común de Batrachognathus y Dendrorhynchoides y todos sus descendientes. Este clado Asiaticognathidae del análisis de Kellner, no está muy bien apoyado y se basa sólo en una sinapomorfia (una característica compartida novedosa): la posesión de un muslo de gran tamaño.
En el grupo Asiaticognathidae se conocen hasta el momento tres géneros: Batrachognathus, Dendrorhynchoides y en 2004 Kellner en su análisis añadió al clado el Jeholopterus, consistiendo en pequeñas formas de pterosaurios sin cola del Jurásico y el Cretácico Inferior de Asia, que probablemente tenía una forma de vida como devoradores de insectos.